# SIECLE (logiciel)
SIECLE (acronyme de Système d'information pour les élèves en collèges et lycée et pour les établissements) est une application informatique de gestion des élèves, mise à disposition des établissements scolaires du second degré (EPLE) en France et accessible depuis leurs locaux par un simple navigateur via un réseau sécurisé (appelé réseau agriates). Il remplace depuis janvier 2012 l'application Sconet (mot-valise issu de Scolarité sur le Net).

## Historique
La première version de l'application Gestion des Élèves et des Personnels (GEP) a été diffusée pour la rentrée 1991. Il s'agissait d'une application en mode caractère tournant au sein de l'environnement MS-DOS et basée sur des fichiers DBase. Dans les années 2000, le logiciel s'est enrichi de quelques nouvelles fonctions mais son aspect général n'avait que très peu évolué et commençait à devenir obsolète. 
À partir de 2006, les différents modules dont GEP est composé sont peu à peu remplacés par des modules éponymes au sein de l'environnement dénommé Sconet, installé sur les serveurs des différents Rectorats et auquel les établissements accèdent au moyen d'un navigateur web par le biais d'un réseau intranet. Sconet reprenait certains modules de GEP : Base élèves établissement (BEE), Absences, Bourse des collèges et Gestion financière élèves. 
Aujourd'hui Sconet n’est plus utilisé, ayant été remplacé par SIECLE en 2012.

## Contexte
Les modules de l'application destinés aux personnels de direction sont accessibles en France par tous les EPLE (Établissements publics locaux d'enseignement) dépendant du ministère de l'Éducation nationale : collèges, lycées et EREA (sauf les lycées agricoles qui dépendent du ministère de l'Agriculture).

## Techniques
L'application est écrite en Java Entreprise Edition.
Les différents serveurs de l'architecture sont hébergés au sein de chaque rectorat :
- le serveur d'authentification, basé sur le système SSO RSA ClearTrust.
- les serveurs d'application, WebLogic
- les serveurs de base de données, qui utilisent DB2 d'IBM
- le système d'exploitation serveur : Red Hat Enterprise Linux

Même si certains composants sont propriétaires, cette plate-forme est fondée sur un socle de standards ouverts et indépendants de tout produit commercial, à la différence des générations précédentes (obligation d'utiliser un système Microsoft).

## Détail des modules SIECLE
L'accès à ces applications est réglementé par le portail ARENA, destiné à remplacer le portail Agriates à terme. On ne peut accéder à celui-ci que si l'on est connecté via VPN avec le rectorat. La connexion à SIECLE nécessite donc un passage par le réseau administratif de l'établissement, lui-même connecté à un serveur Amon (interne à l'établissement) qui dialogue avec un concentrateur Sphinx au rectorat.
- Base élèves établissement (BEE) : Ce module permet la gestion des élèves dans son ensemble.

- GFE : Permet la gestion financière des élèves.

- Bourses des collèges : Gestion des bourses distribuées aux collégiens.

- Commun : Permet la saisie unifiée des paramètres s'appliquant à toutes les applications comme le nom du chef d'établissement, les horaires, les périodes pédagogiques...

- Vie scolaire : successeur de l'ancien module "Absences", permet la gestion des retards, absences, punitions et sanctions des élèves. Ce module permet de communiquer avec les familles par courriel ou par SMS.

- SDO : Suivi de l'orientation. Permet de suivre les élèves dans leur parcours scolaire et le motif de sortie de l'établissement.

- Evaluation : Ce module permet aux professeurs de saisir les évaluations des élèves par notes ou compétences directement depuis un navigateur web.
- Cahier de textes : Ce module permet aux professeurs de saisir le contenu des séances et les devoirs associés.

- BAN : Module de profilage académique des formations des établissements.

- Nomenclatures : Module de profilage des formations en établissement et de mise à jour des nomenclatures nationales.

- LPC : Saisie des validations finales du Livret Personnel de Compétences

- SEREVA : Évaluation des élèves en fin de 5e.
- Affelnet 6e : Affectation en 6e.

## Applications périphériques à SIECLE
- Affelnet : gestion de l'affectation des élèves, saisie des vœux et classement des élèves. À la fin de chaque année, les changements d'établissement remontent dans la BEA (base élèves académique). Les fiches élèves sont ensuite redistribuées aux établissements d'accueil qui n'ont donc plus à saisir les fiches manuellement. Affelnet est décliné en plusieurs versions : Affelnet 6e pour l'affectation des élèves entrant en 6e, Affelnet 3 pour l'affectation des élèves entrant en 2de générale et technologique, 2de professionnelle ou 1re année de CAP, Affelnet 1re pour l'affectation, selon les académies, en 1re générale, en 1re technologique ou en 1re professionnelle (dans ce dernier cas, souvent uniquement pour les élèves qui ne sont pas issus de 2de professionnelle).
- Téléservices : mode d'accès aux informations des élèves par les parents et les élèves eux-mêmes (notes, absences, LPC, téléinscriptions, etc.).
- Deleg CE : uniquement accessible au chef d'établissement et à son adjoint, cet applicatif permet de déléguer les droits au personnel de l'établissement au travers du portail ARENA. Il est interfacé avec l'annuaire LDAP académique de gestion des comptes mail et permet aussi de créer des comptes supplémentaires pour les utilisateurs hors SIRH académique.
- STS-Web : ce module permet de gérer la structure de l'établissement (divisions et groupes), ainsi que la saisie des services d'enseignement des professeurs, avec pour objectif la mise en paie des H.S.A. (heures supplémentaires année), et la mise en place de différentes indemnités (professeur principal, chef de travaux, CPGE etc.).

## Équivalent étranger
- En Belgique, le système qui remplit des fonctions semblables paraît être la GEstion des STructures des Etablissements ou GESTE.